# سوناتا سافتور
سوناتا سافتور (انگلیسی: Sonata Software) شرکت نرم‌افزار هندی است، که در سال ۱۹۸۶ تأسیس شد.